# 갑을 (기업)
(주)갑을은 1974년부터 2003년까지 존재한 대한민국의 섬유회사다. 본사는 대구광역시에 있으며, 존속 당시 홈페이지 도메인은 'www.kabool.co.kr'이였고 회사대표전화는 대구 직통(053-350-3000) 또는 서울 직통(02-3701-7000)이고 대표이사는 박창호이다.

## 역사
- 1974년 - 갑을견직을 대구에서 설립
- 1988년 - 갑을홍콩유한공사를 홍콩에서 설립
- 1989년 - 한국증권거래소에 상장
- 1990년대 - 스리랑카, 중국, 우즈베키스탄에 현지법인을 설립
- 1998년 - IMF 외환위기로 인해 주 채권은행인 우리은행에 의해 기업개선작업에 들어갔다.
- 2003년 - 상장 폐지
- 2006년 - 섬유가공 사업부문을 인적 분할해 (주)케이비코프를 설립

## 같이 보기
- 갑을그룹